# Ahmet Gündüz Ökçün

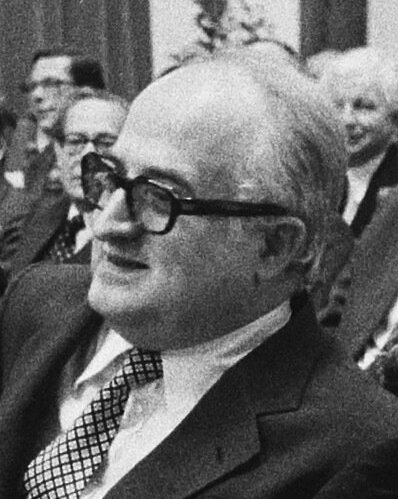
Ahmet Gündüz Ökçün (1979)

Ahmet Gündüz Ökçün (* 1935 in Eskişehir; † 26. November 1986 in Ankara) war ein türkischer Rechtsgelehrter, Politiker und Außenminister.
Seine Eltern hießen Raşid und Hatice Ökçün. Grund- und Mittelschule absolvierte Ökçün in Eskişehir. Das Gymnasium schloss er 1954 ebenfalls dort ab.
Ökçün absolvierte die Fakultät für Politikwissenschaft an der Ankara Üniversitesi. Er wurde im Bereich des Internationalen Privatrechts Assistent an der Fakultät für Rechtswissenschaft der Ankara Üniversitesi. 1974 wurde Ökçün Professor. Er war ein Jahr lang Gastdozent an der Columbia University. Er war auch Dekan der Fakultät für Politikwissenschaft in Ankara. Ökçün wurde später für die Provinz Eskişehir in die Große Nationalversammlung der Türkei gewählt. Er war zwischen dem 21. Juni 1977 und dem 21. Juli 1977 sowie vom 5. Januar 1978 bis zum 12. November 1979 Außenminister der Türkei.
Ahmet Gündüz Ökçün war verheiratet und hatte zwei Kinder.
Er wurde auf dem Städtischen Friedhof Cebeci beigesetzt.